# Stari grad Dubovac
Stari grad Dubovac je gradina u karlovačkom predjelu Dubovcu. Stilski je renesansni kaštel koji ima gotičke elemente. Dvorac Dubovac spada među najljepše i najbolje sačuvane spomenike feudalnog graditeljstva u Hrvatskoj. 
Ime nosi po hrastovoj šumi koje je okruživala ovaj dvorac. Dvorac je svoje ime prenio na gradsku četvrt.
Nalazi se na prapovijesnom humku povrh Kupe na 185 metara nadmorske visine. Arheološka iskapanja pretkraj 20. stoljeća otkrila su bogate prapovijesne i starovjekovne slojeve bivšeg naselja iz kasnog brončanog i ranog željeznog doba.
Dvorac Dubovac datira od prije 13. stoljeća, a prvi pisani dokumenti koji ga spominju datiraju tek iz 1339. godine. To su crkveni spisi koji spominju kad je dobio prvog župnika. Brojni su pisani glagoljicom. Od 14. stoljeća Dubovcem upravljaju različite plemićke obitelji koje su se smjenjivale u vlasništvu. Za Dubovac najviše su pridonijeli Frankopani. Dok su oni bili vlasnici Dubovca, dvorac je poprimio današnji izgled. Tada je od drvenog zdanja postao kamena građevina. Osim Frankopana Dubovcem su vladali Zrinski, (S)Zudari i zapovjedništvo karlovačke vojske odnosno Ratno vijeće koje je kupilo Dubovac koji su razorili Osmanlije tijekom pohoda 1578. na Veliki petak.
Kroz povijest mijenjala mu se uloga. Bio je važniji i značajniji od grada Karlovca koji se pojavio znatno kasnije. Višestruko je obnavljan i dograđivan. 
Vojni inženjer Krey dokumentirao je 1777. godine Dubovac kao kaštelsku građevinu zidanu uglavnom lomljenim kamenom. Tlocrt dvorca je nepravilan i četvrtast. Kaštel je ojačan ugaonim kulama. Branič-kula je četvrtasta i više je za dva kata od tri ostale kule koje su oble i dvokatne. Među kulama su razvijena krila u kojima se nalaze obrambene, skladišne i stambene prostorije. 
Danas je turističko odredište. Na njemu se nalazi vidikovac i stalna muzejska izložba na najvišoj kuli.
Podno Dubovca nalazi se Nacionalno svetište sv. Josipa, svetište koje su hrvatski biskupi proglasili Nacionalnim svetištem svetog Josipa Crkve u Hrvata, 15. travnja 1987. godine.